# Julian Leidl
Julian Leidl (* 25. Februar 1985) ist ein ehemaliger österreichischer Fußballspieler.

## Karriere
Über die anfängliche Karriere Leidls ist kaum etwas bekannt. Über die U-19 der AKA Burgenland kam er 2003 zur SV Mattersburg, für die er vorrangig in der zweiten Mannschaft zum Einsatz kam. Nachdem er am 8. November 2003 bei einem 0:0-Heimremis gegen den Grazer AK erstmals in einem Pflichtspiel der Profis auf deren Ersatzbank gesessen war, debütierte er am 23. März 2004 bei einem 2:0-Sieg über den VfB Admira Wacker Mödling im Achtelfinale des ÖFB-Cups 2003/04 für die Profis. Dabei setzte ihn sein damaliger Trainer Werner Gregoritsch aber der 89. Spielminute im Tausch für Martin Lang ein. Nach einem Sieg in diesem Spiel schied er mit der Mannschaft im Viertelfinale erst im Elfmeterschießen gegen den FK Austria Wien aus. In der Liga saß er ab Ende März 2004 immer öfter uneingesetzt auf der Ersatzbank, ehe er am 14. April 2004 von dieser sein Bundesliga-Debüt für die Mattersburger gab. Am 30. Spieltag kam er dabei, abermals bei einem Spiel gegen die Admira, wenige Augenblicke vor Abpfiff für Ján Kožiak ins Spiel. Bis zur Sommerpause kam er in keinen weiteren Pflichtspielen für die Profimannschaft mehr zum Einsatz. Im Endklassement rangierte der Aufsteiger der Saison 2002/03 auf dem achten Platz.
In der Folgespielzeit 2004/05 kam er ebenfalls vorrangig für die zweite Mannschaft mit Spielbetrieb in der Burgenlandliga zum Einsatz. Zum einen seiner wenigen Kurzauftritte bei den Profis brachte er es am 10. Dezember 2004 beim 3:1-Sieg über die Amateure des SK Rapid Wien in der zweiten Runde des ÖFB-Cups 2004/05, in dem das Team abermals im Viertelfinale scheiterte; diesmal an den Profis des SK Rapid Wien. Nachdem er über die gesamte Saison hinweg immer wieder im Kader der Profis gewesen war, jedoch nie berücksichtigt wurde, kam er in den letzten beiden Saisonspielen zum Einsatz. Bei der 1:2-Auswärtsniederlagen gegen den FC Wacker Tirol wechselte ihn Franz Lederer in der 89. Minute für Marek Kausich ein. Drei Tage später absolvierte er beim Letztrundenspiel zuhause gegen den SK Sturm Graz, das in einer 1:3-Niederlage der Burgenländer endete, eine komplette Halbzeit. Die Liga beendete er mit der SV Mattersburg auf dem fünften Tabellenplatz.
2005/06 dürfte er kaum noch Teil der Profis gewesen sein und brachte es bis zum Saisonende auf nur sehr wenige Minuten Spielzeit im Profiteam. Zum einen wurde er am 21. September 2005 bei einer 0:2-Auswärtsniederlage gegen den FC Pasching in der 89. Minute für den verletzten Thomas Wagner eingewechselt, zum anderen absolvierte er ab Minute 88, nachdem er für Enrico Kulovits ins Spiel kam, ein paar Einsatzminuten bei der 0:3-Auswärtspleite gegen den GAK. Die Saison 2005/06 schloss er mit dem Team auf Rang 7, aber einem Qualifikationsplatz für UEFA-Pokal 2006/07 ab. Am Einzug der Mattersburger ins Finale des ÖFB-Cups 2005/06 war Leidl nicht beteiligt.
In der Saison 2006/07 stand er im Kader des zu dieser Zeit in der Burgenlandliga antretenden UFC Purbach und dürfte zu Saisonende seine Karriere als Aktiver beendet haben. Abseits des Fußballs wechselte Leidl nach dem Abschluss seiner weiterführenden Schule an die Wirtschaftsuniversität Wien, die er in weiterer Folge als Mag. rer. soc. oec. abschloss. Im April 2011 stieg er als Verkaufsleiter bei Lidl Österreich ein und war dort bis Juni 2011 tätig. Mit August 2011 übernahm er die Position als Regionalverkaufsleiter bei der Hofer KG und war in diesem Dienstverhältnis bis September 2013 tätig, ehe er für einige Monate zu Aldi Suisse wechselte, um im Frühjahr 2014 wieder nach Österreich zurückzukehren. Seitdem ist er wieder bei der Hofer KG als Verkaufsleiter angestellt. (Stand: 2023)